# V1097 Геркулеса
V1097 Геркулеса (лат. V1097 Herculis) — двойная затменная переменная звезда типа W Большой Медведицы (EW) в созвездии Геркулеса на расстоянии приблизительно 825 световых лет (около 253 парсек) от Солнца*. Видимая звёздная величина звезды — от +11,3m до +10,76m. Орбитальный период — около 0,3608 суток (8,6603 часа).
Открыта проектом ROTSE-1 в 2000 году*.

## Характеристики
Первый компонент — жёлто-белая звезда спектрального класса F8,5V*. Масса — около 1,11 солнечной, радиус — около 1,21 солнечного, светимость — около 1,75 солнечной. Эффективная температура — около 6095 K*.
Второй компонент — жёлто-белая звезда спектрального класса F8*. Масса — около 0,41 солнечной, радиус — около 0,78 солнечного, светимость — около 0,77 солнечной. Эффективная температура — около 6250 K*.